# Trichocanonura linearis
Trichocanonura linearis là một loài bọ cánh cứng trong họ Cerambycidae.